# Standseilbahn Dresden
Standseilbahn Dresden är en bergbana  i Dresden i Tyskland, som förbinder stadsdelarna Loschwitz, nära Loschwitzer Brücke, och Weisser Hirsch.
Bergbanan är en av två i Dresden. Den andra är Schwebebahn Dresden, som är en hängbana. Båda banorna sköts av Dresdner Verkehrsbetriebe AG, som också driver spårvagnar, bussar och färjor i staden.
Diskussioner om en bergbana började 1873, men koncession gavs först 1893. Bergbanan öppnade i oktober 1895 och drevs ursprungligen med ånga.
År 1910 elektrifierades linjen, och 1912 överfördes dess drift till Dresdens stadsspårvägar. Vid bombningen av Dresden i februari 1945 förstördes dalstationen, men bergbanans vagnar hade förvarats säkert i bergbanans tunnel och var oskadda. 
Omfattande restaureringar genomfördes 1978 och 1993. Bergbanan stängde igen i januari 2014 för en större ombyggnad, både av spår och vagnar. 
Bergbanan är 547 meter lång och omfattar en höjdskillnad på 94 meter, med en högsta lutning på 29%. Den går i två tunnlar, 96 respektive 102 meter långa.

## Bildgalleri

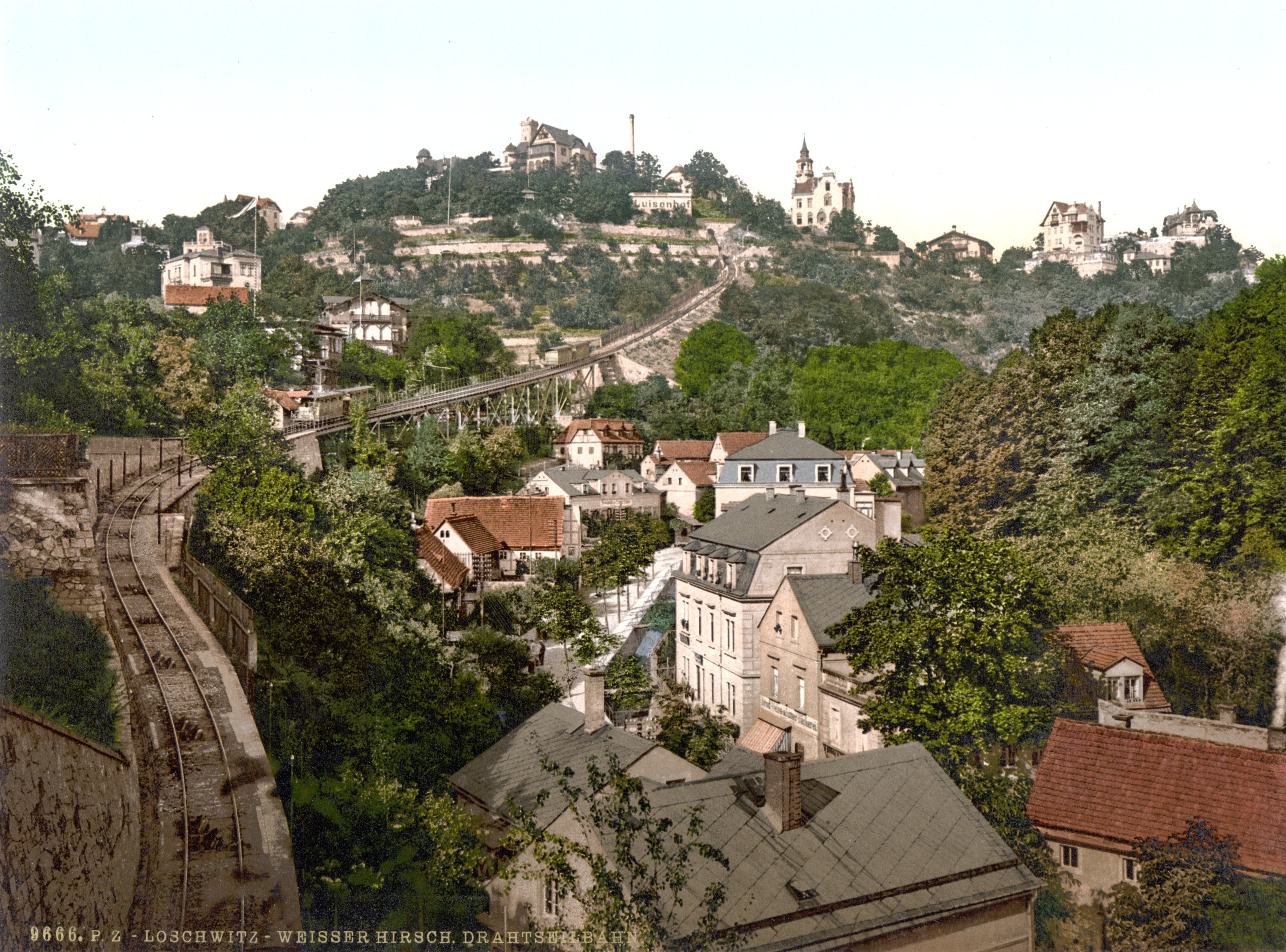
Bergbanan
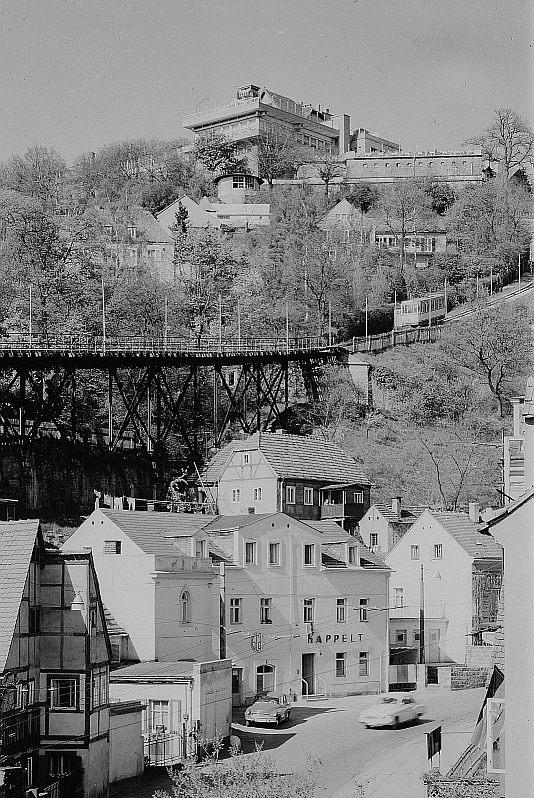
Gerüstviadukt, ungefär banans mitt, 1960
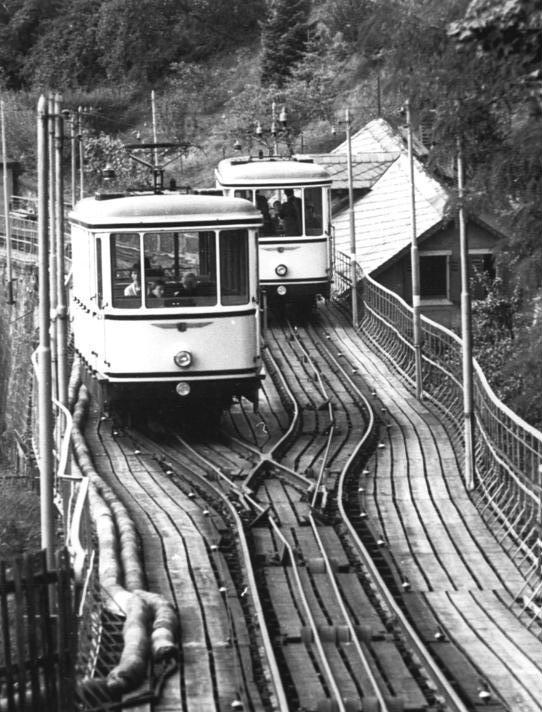
Mötesplatsen, 1895
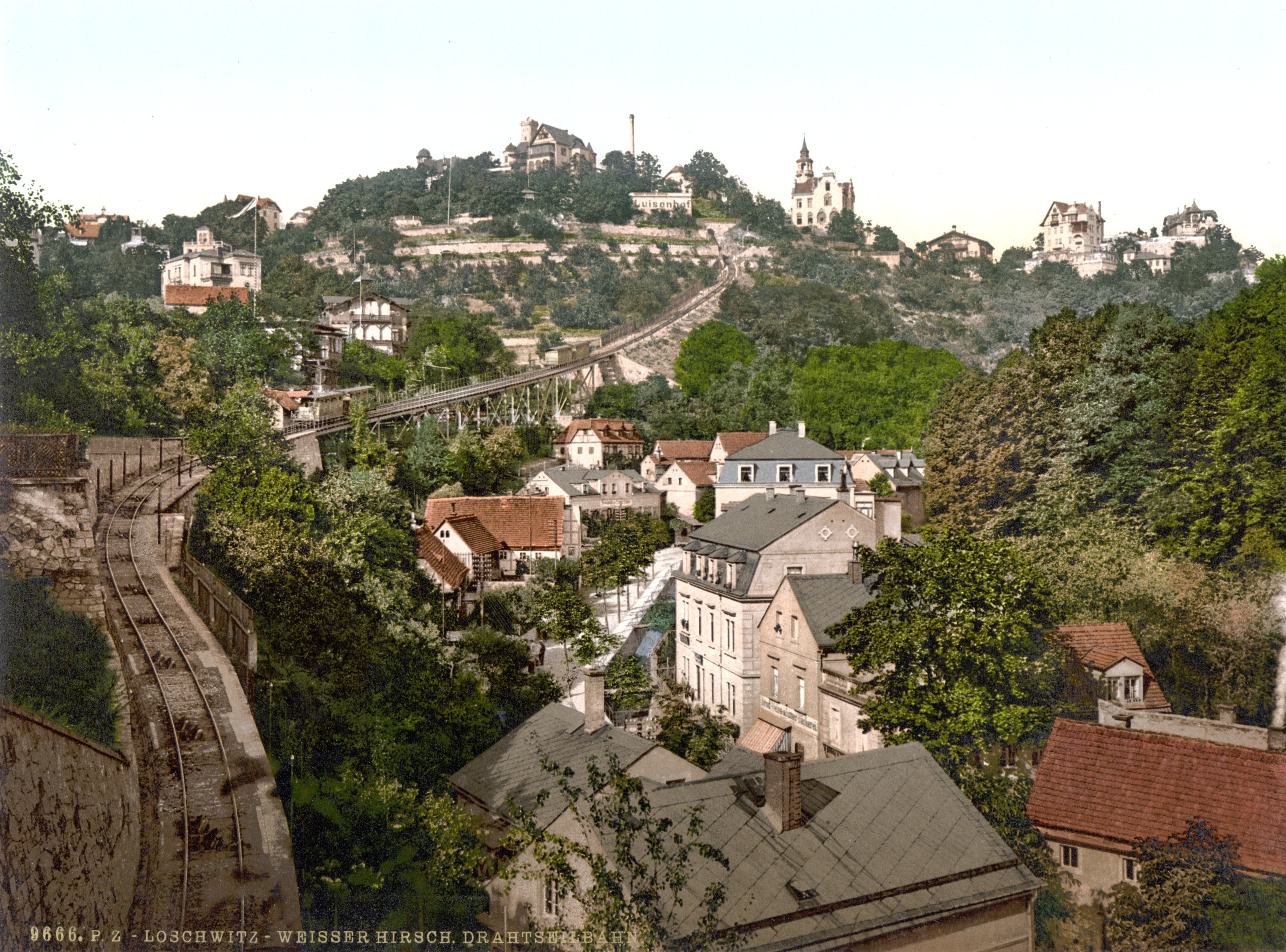
Bergbanan, 1910
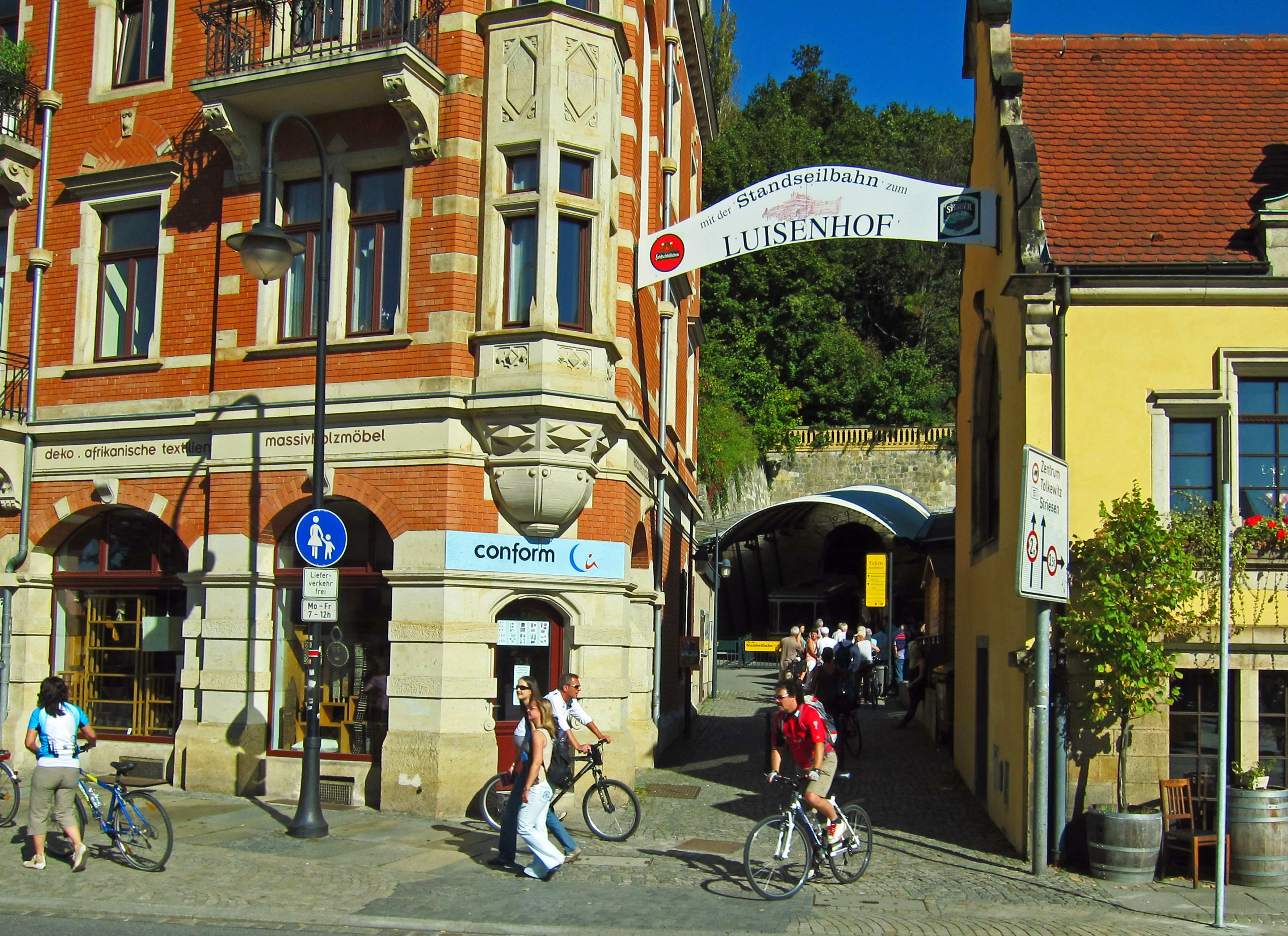
Entré i dalstationen
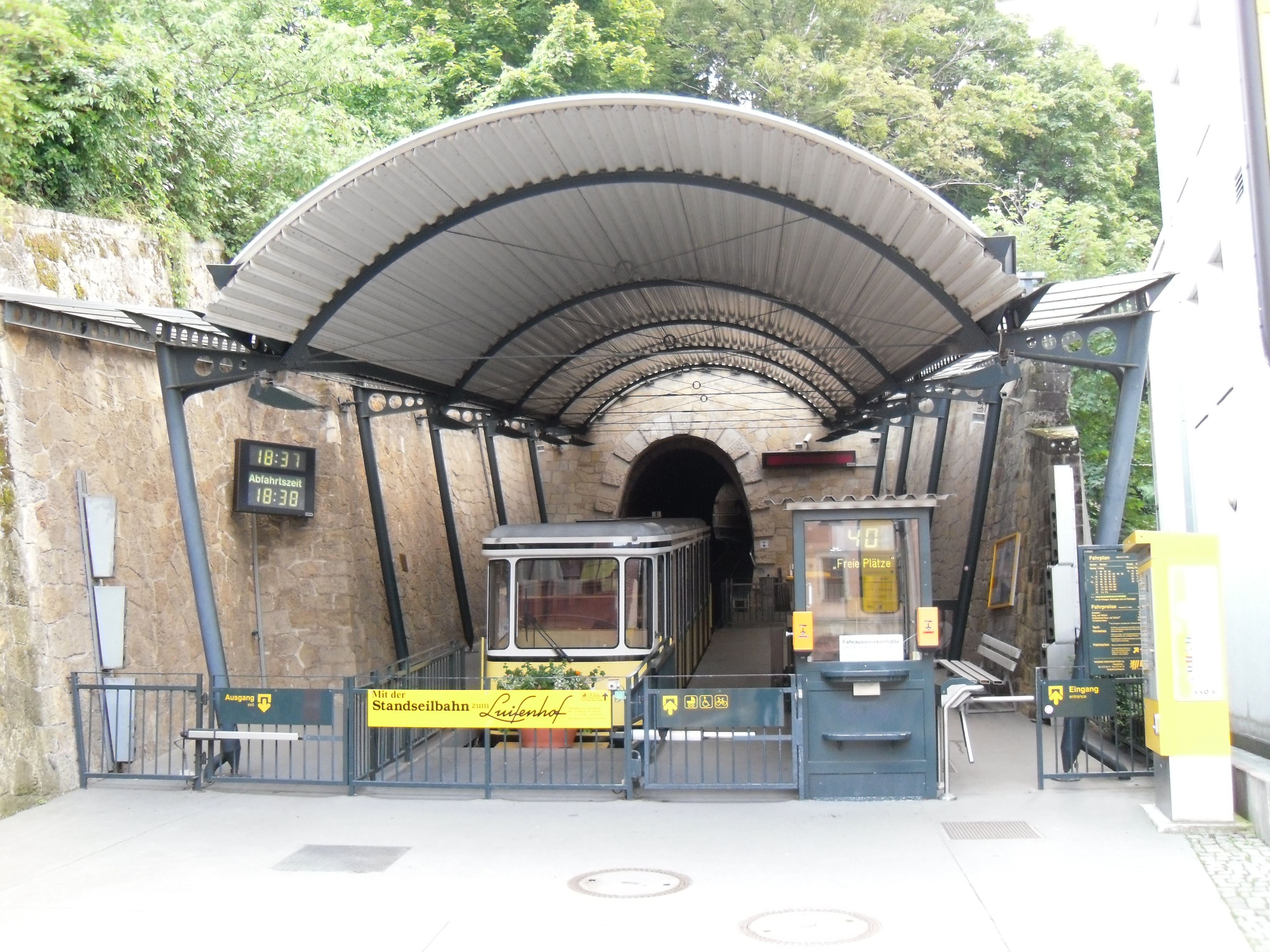
Dalstationen
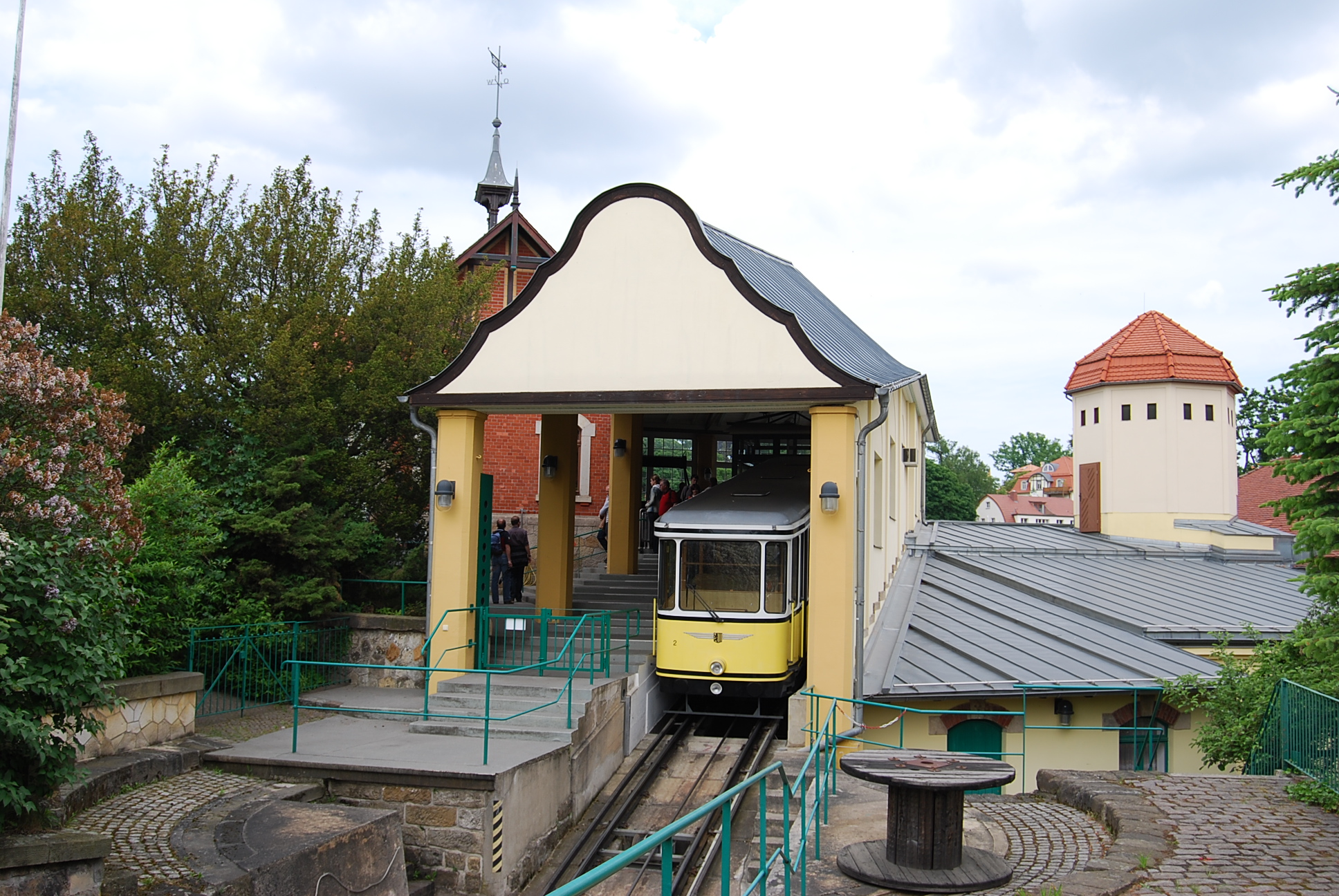
Bergstationen